# UUM-44 SUBROC
UUM-44 SUBROC (SUBmarine ROCket) — тип ракети для підводних човнів, яка використовувалася ВМС Сполучених Штатів як протичовнова зброя. Несла термоядерну боєголовку потужністю 250 кілотонн, сконфігуровану як глибинна ядерна бомба.

## Розробка

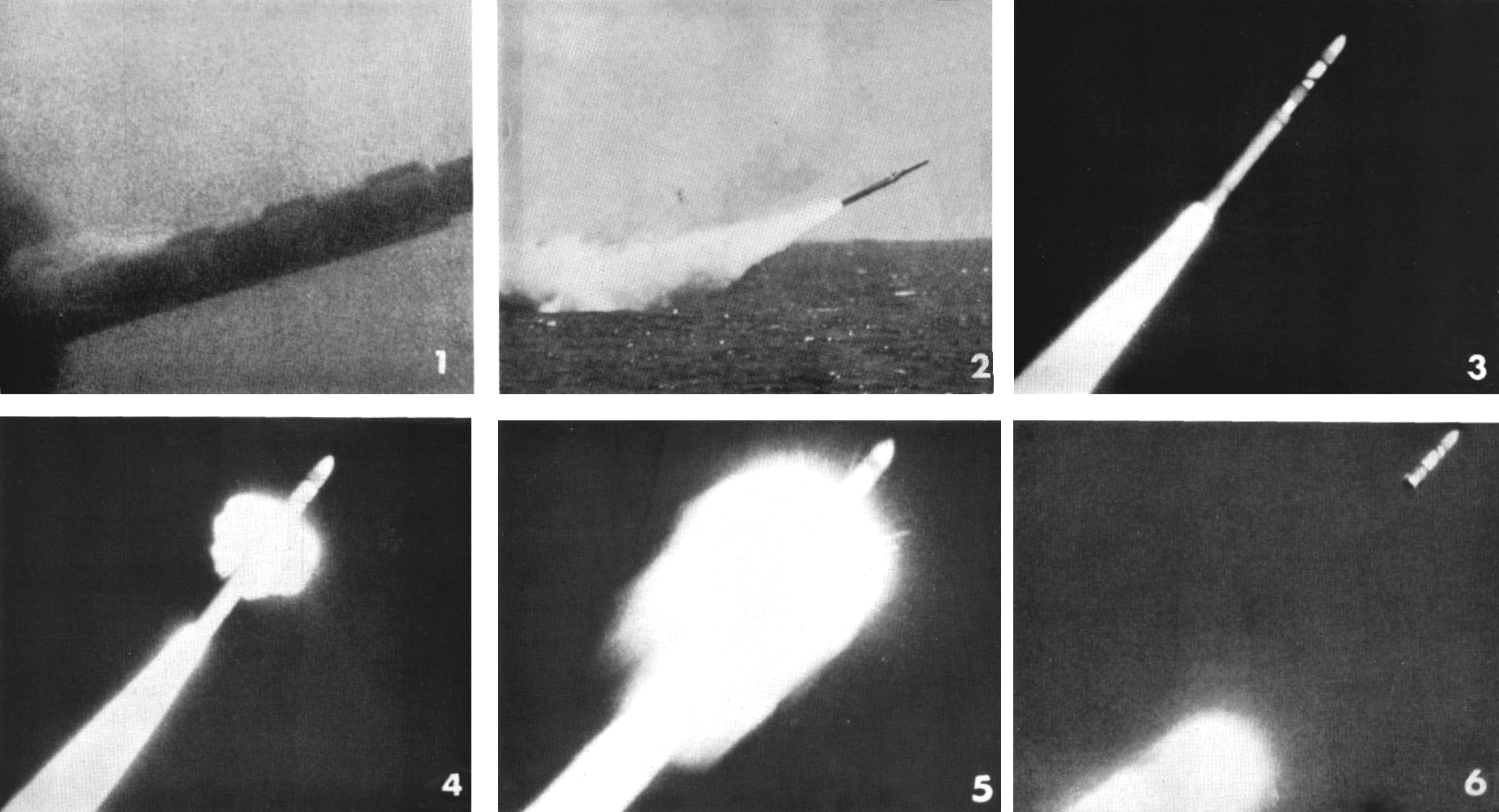
Послідовність запуску Subroc, 1964 рік.

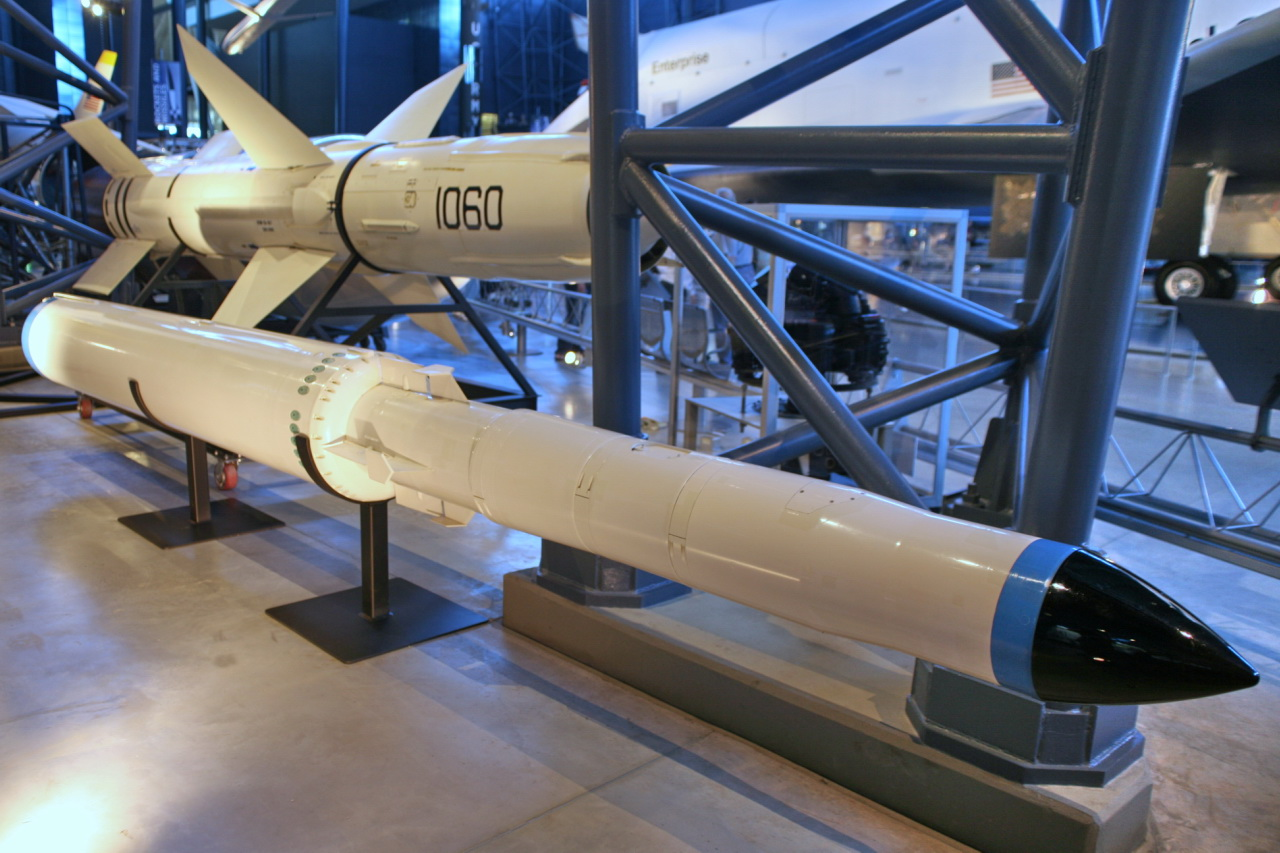
Subroc у центрі Стівена Ф. Удвара-Гейзі

SUBROC була одним із кількох типів зброї, рекомендованих для впровадження проєктом Nobska, літнім дослідженням підводної війни 1956 року. Розробка почалася в 1958 році, а технічна оцінка була завершена в 1963 році. SUBROC досягла початкової експлуатаційної здатності (IOC) на борту ударного підводного човна дозвіл у 1964 році. Коли SUBROC дійшла до МОК, адмірал ВМС США, відповідальний за закупівлю зброї, заявив, що SUBROC є «…складнішою технічною проблемою, ніж Polaris».

## Операція
SUBROC міг запускатися з 21-дюймового торпедного апарату підводного човна. Після запуску твердопаливний ракетний двигун спрацював, і SUBROC піднявся на поверхню. Тоді кут запуску змінився, і SUBROC полетів до місця призначення за заздалегідь визначеною балістичною траєкторією. У заданий час на траєкторії спускається апарат (з боєголовкою) відділився від твердопаливного двигуна. Ядерна глибинна бомба W55 потужністю 250 кілотонн впала у воду та швидко затонула, детонуючи поблизу своєї цілі. Прямий удар не знадобився.
W55 становила 35 см в діаметрі 1 метр завдовжки і важила 213 кг. Деякі джерела припускають, що W55 розвинувся з експериментальної бомби, випробуваної під час ядерного випробування Hardtack I Olive 22 липня 1958 року, яка мала повну двоступеневу потужність, оцінену у 202 кілотонни. Дослідник Чак Хансен стверджує на основі своїх досліджень ядерної програми США, що боєголовки W55 і W58 мають спільний первинний або перший ступінь ділення, і що цю конструкцію Хансен у 2001 році назвав первинним Кінглет.